# ОРСИС Т-5000
ОРСИС Т-5000 је руска високопрецизна снајперска пушка, коју производи компанија ОРСИС (рус. ОРужейные СИСтемы), а први пут је представљена 2011. на изложби у граду Нижњи Тагил. Почетком јуна 2012. руска Алфа група је са пушком Т-5000 победила на светском такмичењу полицијских и војних снајпера.
Снајперска пушка ОРСИС Т-5000 се налази у наоружању ФСБ, ФСО и Националне гарде Русије, а такође је извезена у поједине земље блиског и далеког истока.
Т-5000 функционише као пушка репетирка са обртночепним затварачем, што јој обезбеђује већу прецизност и поузданост у односу на полуаутоматске пушке. Производи се у калибрима .338 Lapua Magnum, .300 Winchester Magnum и 7.62x51mm NATO..

## Верзије
- Т-5000- основна верзија, домета око 1.500m
- Т-5000М- модернизована верзија са дометом преко 2.000m
- Снайперская винтовка "Точность"- најновија верзија, домета преко 2.000m. Уведена у наоружање руских безбедносних служби и Националне гарде.

## Земље кориснице
- Русија
- Ирак
- Сирија
- Саудијска Арабија
- Вијетнам
- Кина

## Галерија
- Т-5000 калибра .338
- Пушке Т-5000
- Т-5000 калибра 7.62x51mm
- T-5000 .338 Lapua Magnum
- Т-5000 са кундаком од AWM
- T-5000 калибра 7.62x51mm на гађању
- T-5000 калибра 7.62x51mm на такмичењу
- T-5000 калибра 7.62x51mm

## Снајпери исте категорије
- Сако ТРГ
- Accuracy International AWM
- PGM 338
- СВ-98
- Застава М07
- Пушка Бор
- KNT-308